# Señor de los Anillos: Tierra Media
Señor de los Anillos: Tierra Media (SATM) es el primer juego de cartas coleccionable basado en el libro El Señor de los Anillos, del autor británico J. R. R. Tolkien. En inglés las siglas del juego son MECCG (Middle-earth Collectible Card Game).
MECCG fue editado en 1995 por Iron Crown Enterprises (ICE) y distribuido en España como SATM por Joc Internacional. Las ilustraciones usadas en las cartas del juego eran de multidud de artistas, muchos de estos realizaban ilustraciones de Tolkien desde hacía bastante tiempo, como Angus McBride, John Howe y Ted Nasmith.
En el juego básico (de dos a cinco jugadores), cada jugador elegía uno de los cinco magos para representarlo. El turno en el juego consiste en que uno de los jugadores debe ir avanzando a través de la Tierra Media y tratar de reunir influencia y poder, mientras otro jugador intenta obstaculizarlo. Después del turno los papeles se rotan en la mesa: el jugador que movió sus personajes trata de obstaculizar los movimientos de otro jugador. La forma de ganar la partida es muy flexible, pues es posible ganar al convocar al Concilio con 20 puntos de victoria; y también al conseguir el Anillo Único y destruirlo.
Después de ciertas expansiones, se añadió la posibilidad de representar a un espectro del anillo (en la edición El Ojo Sin Párpado) o al temible Balrog (en la ampliación del mismo nombre). Este juego se distingue de otros juegos de cartas por el uso de dos dados de seis caras que añaden un factor de suerte o aleatoriedad, y también por el uso de cartas de regiones y lugares de la Tierra Media por las cuales tus personajes pueden viajar y visitar.
La producción del juego cesó en 1999 cuando ICE perdió la licencia que le permitía usar todo el material de El Señor de los Anillos y de El hobbit. Esta licencia fue comprada posteriormente por Decipher, Inc., que la usó para crear otro juego de cartas coleccionables titulado El Señor de los Anillos: juego de cartas coleccionables. El juego de SATM todavía posee un relativo club de fanes y jugadores activos.[cita requerida]
MECCG ganó dos premios Origins: mejor juego de cartas de 1995 para MECCG: The Wizards y mejor presentación gráfica de juego de cartas o expansión de 1996 para la expansión MECCG: The Dragons.

## Colección de cartas
- El Señor de los Anillos: Tierra Media (1995): la primera colección básica, incluye muchos de los personajes principales de los libros, como Gandalf, Frodo o Aragorn.

- - El Señor de los Anillos: los dragones (1996): la primera expansión del juego. Como su nombre indica añade más dragones y sus tesoros.
  - El Señor de los Anillos: los servidores de la Oscuridad (1996): añade nuevas cartas de adversidades incluyendo más no-muertos y a los agentes, un grupo de siervos de Sauron concentrados en intrigar y confabular. También añade nuevas regiones subterráneas, las cuales más tarde se convierten en los reinos del balrog.
- El Señor de los Anillos: el Ojo sin Párpado (1997): la segunda colección básica. Añade la posibilidad de jugar como un espectro del anillo de Sauron, haciendo el juego más complicado con todos los tipos y efectos de cartas.
  - El Señor de los Anillos: contra la Sombra (1997): la primera y única expansión de El Ojo sin Párpado.
- El Señor de los Anillos: la Mano Blanca (1997): ampliación que añade una tercera facción, los magos corruptos.
- The Balrog (1998): añade una nueva facción, el Balrog, cuya fuerza bruta depende de sus orcos y trolls. Expansión no traducida al español.
- Middle-earth Challenge Decks (1998): diez parejas de mazos para jugar, las cartas fueron reimprimidas de las ampliaciones anteriores. Expansión no traducida al español.

## Aspectos del juego
Durante la década del 90 el juego gozó de gran popularidad, al punto tal que llegó a disputarle el sitial al histórico juego de cartas coleccionables Magic: The Gathering, líder en aquel entonces. Sin embargo, la complejidad en su jugabilidad (no era para nada un juego infantil) sumado a que con el lanzamiento de cada nueva colección de cartas y expansiones cambiaba los modos y el sistema de juego en su conjunto, generaban confusiones entre los jugadores que poco a poco iban mermando su estimación entre aquellos.

## Libros
- El Señor de los Anillos. El mago, ayuda al Istar (1996) ISBN 84-7831-165-3. Libro con reglas, lista de cartas, reglamento para torneos, mapas a color y escenarios.